# Kalsoy

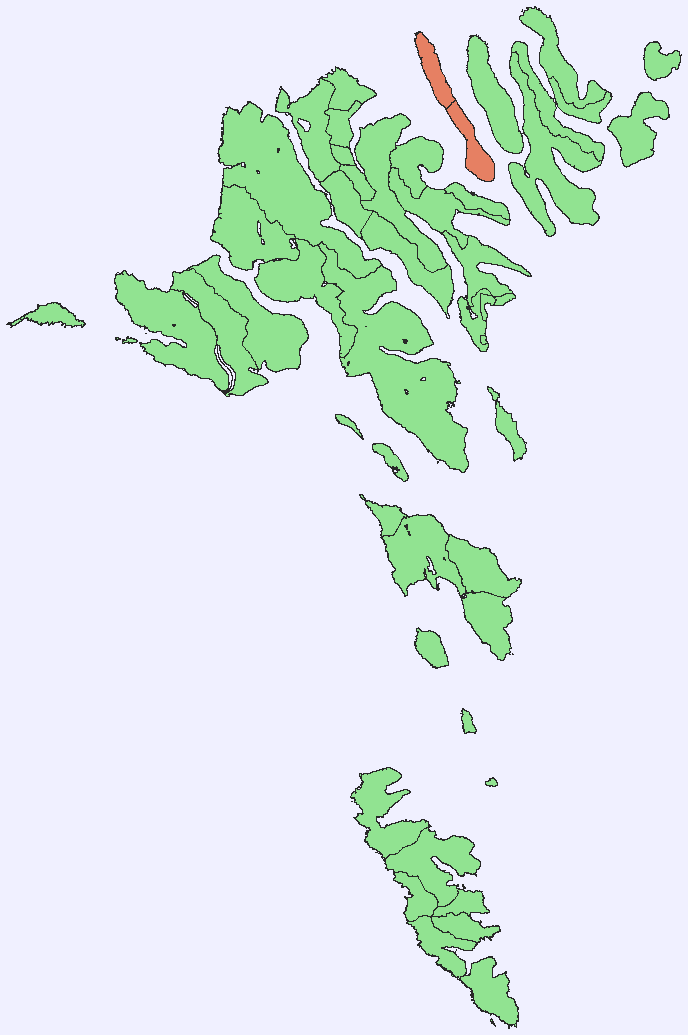
Situation de l'île de Kalsoy.

Kalsoy [ˈkalsɔi] (littéralement : île des Hommes, en vieux féroïen Kallsoy, en danois Kalsø) est l'une des dix-huit îles principales formant l'archipel des Féroé. Elle se trouve entre Eysturoy et Kunoy.
Sa superficie est de 31 km2 (rang 9), son point culminant est Nestindar (sv), à 787 m.
Les quatre villages de Kalsoy, Húsar, Mikladalur (sv), Syðradalur (sv) et Trøllanes (sv), sont tous implantés sur la côte est de l'île. Ils sont reliés entre eux par une succession de tunnels, dont le dernier fut achevé en 1986.
L'île est surnommée, en raison de sa forme et de ses tunnels, la flûte.
Il existe un phare au lieu-dit Kallur, au point le plus septentrional de Kalsoy.
Une statue d'une femme-phoque légendaire est située en contrebas de Mikladalur.
L'accès à l'île se fait au moyen d'un petit ferry dans lequel seule une douzaine de voitures peuvent embarquer à la fois.

## Dans la culture
Le film Mourir peut attendre, de la licence James Bond, se déroule en partie sur cette île, et en particulier y meurt le personnage principal. Au cours du tournage, une équipe réduite se rend sur l'île pour des prises de vues, mais les scènes avec les acteurs ne se font pas sur l'île faute d'hôtel assez grand pour accueillir les cent personnes de l'équipe de tournage. Les autorités décident de profiter de l'occasion pour créer une tombe fictive aux alentours du phare où James Bond meurt dans l'explosion d'un missile.

## Galerie

Vues de Kalsoy
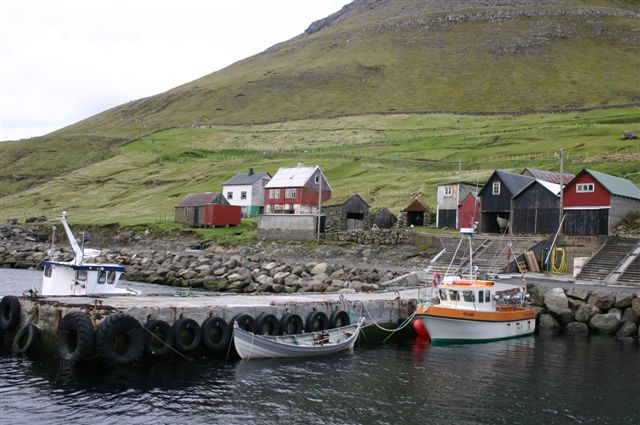
Syðradalur (sv).
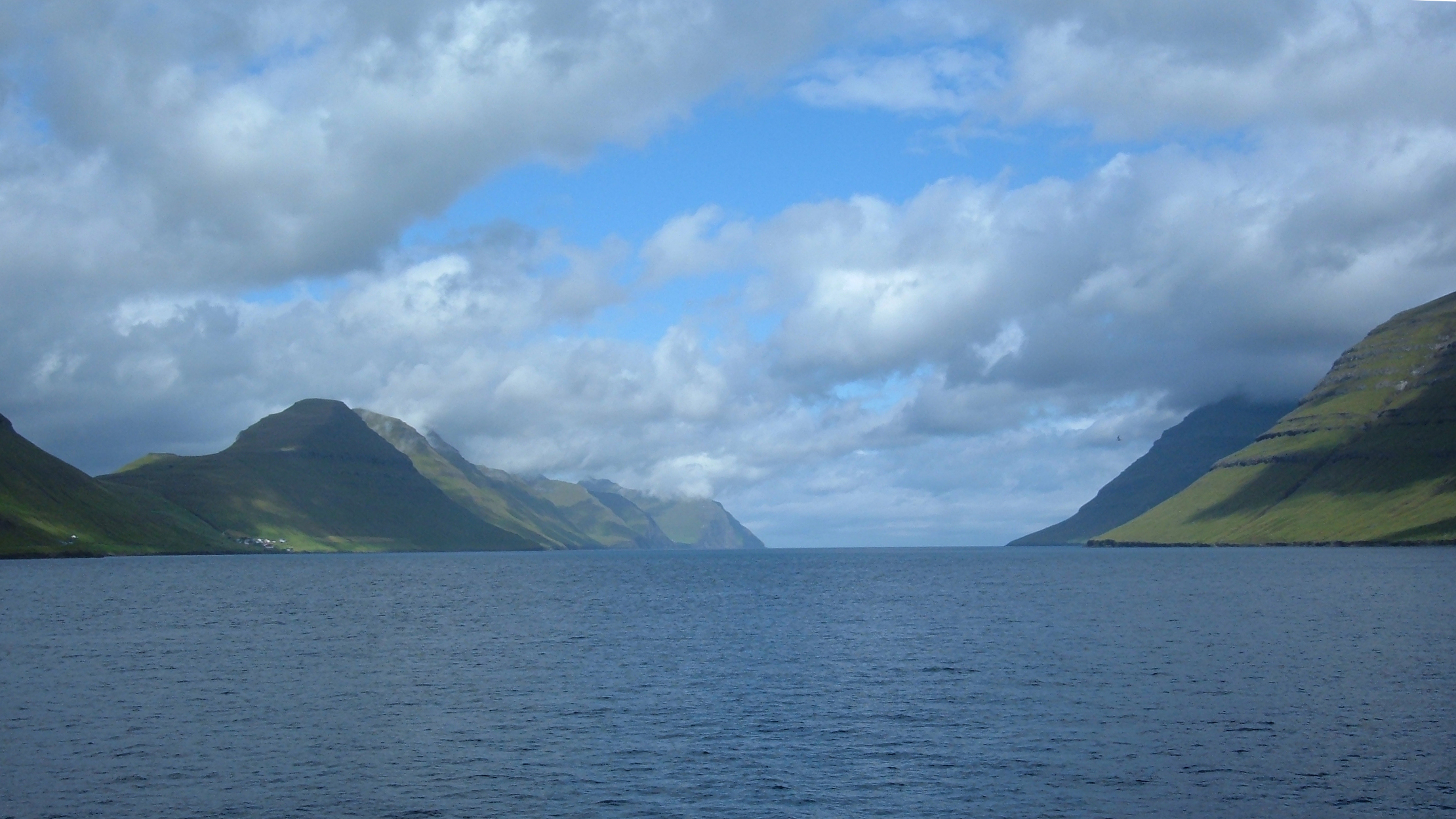
Kalsoyarfjørður.
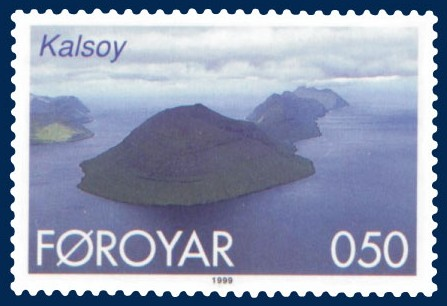
Timbre de 1999.
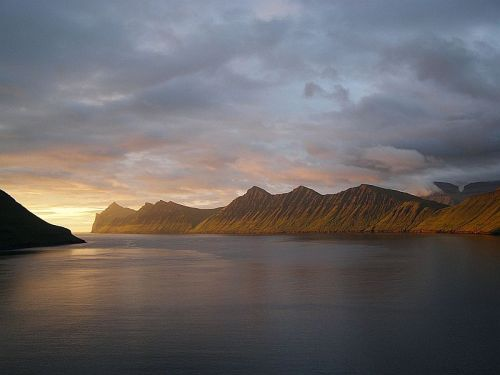
Côte ouest de Kalsoy.